# Orasema promecea
Orasema promecea är en stekelart som beskrevs av John M. Heraty 1994. Orasema promecea ingår i släktet Orasema och familjen Eucharitidae.
Artens utbredningsområde är Papua Nya Guinea. Inga underarter finns listade i Catalogue of Life.